# مارتن فينك (لاعب كرة قدم)
مارتن فينك هو لاعب كرة قدم سويسري، ولد في 21 فبراير 1970 في إمين في سويسرا. لعب مع نادي آراو ونادي لوزان ونادي لوزيرن ونادي لوغانو.

## وصلات خارجية
- مارتن فينك على موقع قاعدة بيانات كرة القدم.إي يو (الإنجليزية)
- مارتن فينك على موقع عالم كرة القدم.نت (الإنجليزية)